# Carex nairii
Carex nairii är en halvgräsart som beskrevs av Ghildyal och Upendra Chandra Bhattacharyya. Carex nairii ingår i släktet starrar, och familjen halvgräs. Inga underarter finns listade i Catalogue of Life.